# Aeropuerto Internacional Marco Polo
El Aeropuerto Internacional Marco Polo (en italiano: Aeroporto Internazionale Marco Polo di Venezia) (IATA: VCE, OACI: LIPZ) es un aeropuerto italiano situado cerca de Venecia, en la ciudad de Tessera, un barrio del municipio de Venecia cercano a Mestre. El aeropuerto lleva el nombre del comerciante y explorador veneciano Marco Polo, que se considera que redescubrió China para los europeos.
El aeropuerto de Venecia es considerado el tercero más importante del norte de Italia tras los dos aeropuertos de Milán (Milán-Malpensa y Milán-Linate). El aeropuerto está gestionado por SAVE, S.p.A., una compañía parcialmente controlada por las autoridades locales que cotiza en la Bolsa de Milán.
El aeropuerto está conectado con la cercana estación de ferrocarriles Venecia-Mestre y con la terminal de autobuses de Piazzale Roma con servicios regulares de autobús y también con la Plaza de San Marcos mediante taxi acuático.
Durante el año 2017, el aeropuerto tuvo un tráfico de 13.386.437 pasajeros (+9,2%), registró un total de 113.528 movimientos de aeronaves (+3,6%), y movilizó alrededor de 60.853 toneladas de carga (+5.0%).

## Aerolíneas y destinos
| Aerolíneas                               | Destinos |
| ---------------------------------------- | --- |
| Aegean Airlines                          | Atenas |
| Aer Lingus                               | Dublín |
| Air Arabia Maroc                         | Casablanca |
| Air Canadá                               | Montreal-Trudeau estacional |
| Air Europa                               | Madrid |
| Air France                               | Marsella, Niza, París-Charles de Gaulle, Toulouse |
| Air France Hop                           | Lyon, Estrasburgo |
| Air Moldova                              | Chisináu |
| Air Transat                              | Estacional: Montreal-Trudeau, Toronto-Pearson |
| AirBaltic                                | Estacional: Riga |
| Tyrolean Airways                         | Viena |
| British Airways                          | Londres-Gatwick, Londres-Heathrow |
| British Airways operado por BA CityFlyer | Londres-City |
| Brussels Airlines                        | Bruselas |
| Carpatair                                | Chisináu, Timisoara |
| Croatia Airlines                         | Estacional: Dubrovnik |
| Delta Air Lines                          | Nueva York-JFK Estacional: Atlanta |
| easyJet                                  | Londres-Gatwick, Londres-Southend, Mánchester |
| easyJet Europe                           | Berlín-Brandeburgo, Ginebra, Lyon, Lisboa, Menorca, Nápoles, Niza, París-Charles de Gaulle, París-Orly, Roma-Fiumicino, Toulouse Estacional: Ibiza                                                                                 |
| easyJet Switzerland                      | Basilea/Mulhouse/Friburgo, Ginebra |
| Emirates                                 | Dubái |
| Finnair                                  | Estacional: Helsinki |
| Iberia                                   | Madrid |
| ITA Airways                              | Roma-Fiumicino |
| Jet2.com                                 | Estacional: Leeds/Brádford, Edimburgo, Mánchester, Newcastle upon Tyne |
| KLM                                      | Ámsterdam |
| Level                                    | Viena |
| Lufthansa                                | Fráncfort del Meno, Múnich |
| Air Dolomiti                             | Aeropuerto de Múnich |
| Eurowings                                | Aeropuerto de Hamburgo |
| Lufthansa CityLine                       | Dusseldorf |
| Luxair                                   | Estacional: Luxemburgo |
| Norwegian Air Shuttle                    | Copenhague Estacional: Oslo-Gardermoen, Estocolmo-Arlanda |
| Qatar Airways                            | Doha |
| Ryanair                                  | Brístol |
| Scandinavian Airlines                    | Copenhague Estacional: Estocolmo-Arlanda |
| El Al                                    | Estacional: Tel Aviv-Ben Gurion |
| Swiss European Air Lines                 | Zúrich |
| TAP Air Portugal                         | Lisboa |
| TUI Airlines Nederland                   | Estacional chárter: Ámsterdam |
| TUI Airways                              | Estacional: Londres-Gatwick, Mánchester |
| Tunisair                                 | Túnez |
| Turkish Airlines                         | Estambul-Atatürk |
| American Airlines                        | Estacional: Filadelfia |
| Volotea                                  | Asturias, Bari, Bilbao, Burdeos, Brindisi, Cagliari, Catania , Lamezia Terme, Olbia, Nantes, Palermo, Reggio Calabria, Santander Estacional: Corfú, Crotone, Heraclión, Cos, Lampedusa, Míkonos, Rodas, Santorini, Scíathos, Split |
| Vueling Airlines                         | Barcelona, Bilbao Estacional: Nantes |

### Aerolíneas de carga

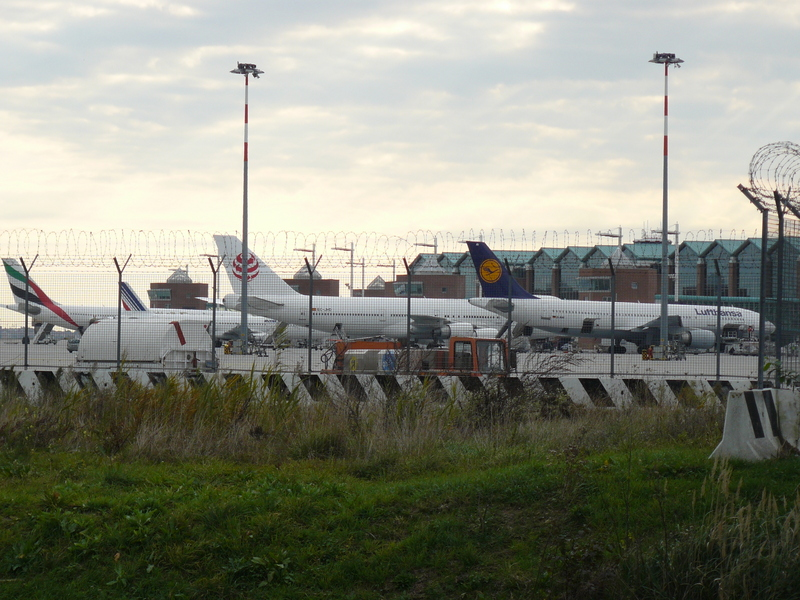
Lado aire del edificio terminal

| Aerolíneas      | Destinos                                  |
| --------------- | ----------------------------------------- |
| Air Contractors | Londres-Stansted, París-Charles de Gaulle |
| DHL Aviation    | Londres-Heathrow                          |
| TNT Airways     | Bruselas                                  |
| UPS Airlines    | Colonia/Bonn, Roma-Ciampino               |

### Destinos internacionales
| Ciudades por países       | Nombre del aeropuerto                                   | Aerolíneas                                                                                             |        |        |        |
| África                    | África                                                  | África                                                                                                 | África | África | África |
| ------------------------- | ------------------------------------------------------- | --- | ------ | ------ | ------ |
| Marruecos                 |                                                         | |        |        |        |
| Casablanca                | Aeropuerto Internacional Mohámmed V                     | Air Arabia Maroc / Royal Air Maroc                                                                     |        |        |        |
| Túnez                     |                                                         | |        |        |        |
| Túnez                     | Aeropuerto Internacional de Túnez-Cartago               | Tunisair                                                                                               |        |        |        |
| Norteamérica              |                                                         | |        |        |        |
| Canadá                    |                                                         | |        |        |        |
| Montreal                  | Aeropuerto Internacional Pierre Elliott Trudeau         | Air Canada Rouge (Estacional) / Air Transat                                                            |        |        |        |
| Toronto                   | Aeropuerto Internacional Toronto Pearson                | Air Canada Rouge (Estacional) / Air Transat                                                            |        |        |        |
| Estados Unidos            |                                                         | |        |        |        |
| Atlanta                   | Aeropuerto Internacional Hartsfield-Jackson             | Delta Airlines (Estacional)                                                                            |        |        |        |
| Chicago                   | Aeropuerto Internacional O'Hare                         | American Airlines (Estacional)                                                                         |        |        |        |
| Filadelfia                | Aeropuerto Internacional de Filadelfia                  | American Airlines (Estacional)                                                                         |        |        |        |
| Newark                    | Aeropuerto Internacional Libertad de Newark             | United Airlines (Estacional)                                                                           |        |        |        |
| Nueva York                | Aeropuerto Internacional John F. Kennedy                | Delta Airlines (Estacional)                                                                            |        |        |        |
| Asia                      |                                                         | |        |        |        |
| Armenia                   |                                                         | |        |        |        |
| Ereván                    | Aeropuerto Internacional de Zvartnots                   | Wizz Air / Armenia Aircompany (Chárter estacional)                                                     |        |        |        |
| Corea del Sur             |                                                         | |        |        |        |
| Seúl                      | Aeropuerto Internacional de Incheon                     | Asiana Airlines                                                                                        |        |        |        |
| Emiratos Árabes Unidos    |                                                         | |        |        |        |
| Dubái                     | Aeropuerto Internacional de Dubái                       | Emirates                                                                                               |        |        |        |
| Israel                    |                                                         | |        |        |        |
| Tel Aviv                  | Aeropuerto Internacional Ben Gurión                     | easyJet Europe (Estacional) / El Al                                                                    |        |        |        |
| Catar                     |                                                         | |        |        |        |
| Doha                      | Aeropuerto Internacional Hamad                          | Qatar Airways                                                                                          |        |        |        |
| Europa                    |                                                         | |        |        |        |
| Albania                   |                                                         | |        |        |        |
| Tirana                    | Aeropuerto de Tirana                                    | Albawings / Ernest Airlines                                                                            |        |        |        |
| Alemania                  |                                                         | |        |        |        |
| Berlín                    | Aeropuerto de Berlín-Brandeburgo Willy Brandt           | easyJet Europe                                                                                         |        |        |        |
| Colonia/Bonn              | Aeropuerto de Colonia/Bonn                              | Eurowings                                                                                              |        |        |        |
| Düsseldorf                | Aeropuerto Internacional de Düsseldorf                  | Eurowings / SunExpress Deutschland (Estacional)                                                        |        |        |        |
| Fráncfort del Meno        | Aeropuerto de Fráncfort del Meno                        | Lufthansa                                                                                              |        |        |        |
| Hamburgo                  | Aeropuerto de Hamburgo                                  | easyJet Europe / Eurowings (Estacional)                                                                |        |        |        |
| Múnich                    | Aeropuerto Internacional de Múnich-Franz Josef Strauss  | Air Dolomiti / Lufthansa                                                                               |        |        |        |
| Stuttgart                 | Aeropuerto de Stuttgart                                 | easyJet Europe / Eurowings (Estacional)                                                                |        |        |        |
| Austria                   |                                                         | |        |        |        |
| Viena                     | Aeropuerto de Viena                                     | Austrian Airlines                                                                                      |        |        |        |
| Bélgica                   |                                                         | |        |        |        |
| Bruselas                  | Aeropuerto de Bruselas-National                         | Brussels Airlines                                                                                      |        |        |        |
| Croacia                   |                                                         | |        |        |        |
| Dubrovnik                 | Aeropuerto de Dubrovnik                                 | Croatia Airlines (Estacional) / easyJet Europe (Estacional) / Volotea (Estacional)                     |        |        |        |
| Split                     | Aeropuerto de Split                                     | easyJet Europe (Estacional) / Volotea (Estacional)                                                     |        |        |        |
| Dinamarca                 |                                                         | |        |        |        |
| Copenhague                | Aeropuerto de Copenhague-Kastrup                        | easyJet Europe (Estacional) / Norwegian Air Shuttle (Estacional) / Scandinavian Airlines (Estacional)  |        |        |        |
| España                    |                                                         | |        |        |        |
| Alicante                  | Aeropuerto de Alicante                                  | Volotea (Estacional)                                                                                   |        |        |        |
| Asturias                  | Aeropuerto de Asturias                                  | Volotea (Estacional)                                                                                   |        |        |        |
| Barcelona                 | Aeropuerto de Barcelona-El Prat                         | Ryanair / Vueling                                                                                      |        |        |        |
| Bilbao                    | Aeropuerto de Bilbao                                    | Volotea (Estacional)                                                                                   |        |        |        |
| Fuerteventura             | Aeropuerto de Fuerteventura                             | Wizz Air                                                                                               |        |        |        |
| Gran Canaria              | Aeropuerto de Gran Canaria                              | Binter Canarias (inicia en julio de 2021)                                                              |        |        |        |
| Ibiza                     | Aeropuerto de Ibiza                                     | easyJet Europe (Estacional) / Neos (Estacional)                                                        |        |        |        |
| Madrid                    | Aeropuerto Adolfo Suárez Madrid-Barajas                 | Air Europa / Iberia                                                                                    |        |        |        |
| Málaga                    | Aeropuerto de Málaga-Costa del Sol                      | Volotea (Estacional)                                                                                   |        |        |        |
| Menorca                   | Aeropuerto de Menorca                                   | easyJet Europe (Estacional)                                                                            |        |        |        |
| Palma de Mallorca         | Aeropuerto de Palma de Mallorca                         | easyJet Europe (Estacional) / Volotea (Estacional)                                                     |        |        |        |
| Santander                 | Aeropuerto de Santander                                 | Ryanair                                                                                                |        |        |        |
| Sevilla                   | Aeropuerto de Sevilla                                   | easyJet Europe                                                                                         |        |        |        |
| Tenerife                  | Aeropuerto de Tenerife Sur                              | Wizz Air                                                                                               |        |        |        |
| Zaragoza                  | Aeropuerto de Zaragoza                                  | Volotea (Estacional)                                                                                   |        |        |        |
| Finlandia                 |                                                         | |        |        |        |
| Helsinki                  | Aeropuerto de Helsinki-Vantaa                           | Finnair (Estacional) / Norwegian Air Shuttle (Estacional)                                              |        |        |        |
| Francia                   |                                                         | |        |        |        |
| Burdeos                   | Aeropuerto de Burdeos-Mérignac                          | easyJet Europe / Volotea                                                                               |        |        |        |
| Estrasburgo               | Aeropuerto de Estrasburgo                               | Volotea (Estacional)                                                                                   |        |        |        |
| Lila                      | Aeropuerto de Lille-Lesquin                             | easyJet Europe                                                                                         |        |        |        |
| Lyon                      | Aeropuerto de Lyon-Saint Exupéry                        | Air France / Volotea                                                                                   |        |        |        |
| Marsella                  | Aeropuerto de Marsella-Provenza                         | easyJet Europe / Volotea                                                                               |        |        |        |
| Nantes                    | Aeropuerto de Nantes Atlantique                         | Transavia.com France (Estacional) / Volotea                                                            |        |        |        |
| Niza                      | Aeropuerto Internacional Niza Costa Azul                | easyJet Europe                                                                                         |        |        |        |
| París                     | Aeropuerto de París-Charles de Gaulle                   | Air France / Vueling                                                                                   |        |        |        |
| París                     | Aeropuerto de París-Orly                                | easyJet Europe / Transavia France                                                                      |        |        |        |
| Toulouse                  | Aeropuerto de Toulouse-Blagnac                          | easyJet Europe / Volotea                                                                               |        |        |        |
| Grecia                    |                                                         | |        |        |        |
| Atenas                    | Aeropuerto Internacional Eleftherios Venizelos          | Aegean Airlines / Volotea (Estacional)                                                                 |        |        |        |
| Cefalonia                 | Aeropuerto Internacional de Cefalonia                   | easyJet Europe (Estacional) / Volotea (Estacional)                                                     |        |        |        |
| Corfú                     | Aeropuerto Internacional de Corfú-Ioannis Kapodistrias  | easyJet Europe (Estacional) / Volotea (Estacional)                                                     |        |        |        |
| Heraclión                 | Aeropuerto Internacional de Heraclión Nikos Kazantzakis | Volotea (Estacional)                                                                                   |        |        |        |
| Karpatos                  | Aeropuerto Nacional de Karpatos                         | Volotea (Estacional)                                                                                   |        |        |        |
| Kos                       | Aeropuerto Internacional de Kos-Hipócrates              | Volotea (Estacional)                                                                                   |        |        |        |
| Míconos                   | Aeropuerto Nacional de Míconos                          | easyJet Europe (Estacional) / Volotea (Estacional)                                                     |        |        |        |
| Preveza                   | Aeropuerto Nacional de Aktion                           | easyJet Europe (Estacional) / Volotea (Estacional)                                                     |        |        |        |
| Rodas                     | Aeropuerto Internacional de Rodas-Diágoras              | easyJet Europe (Estacional) / Volotea (Estacional)                                                     |        |        |        |
| Samos                     | Aeropuerto Internacional de Samos                       | Volotea (Estacional)                                                                                   |        |        |        |
| Salónica                  | Aeropuerto Internacional Macedonia                      | easyJet Europe (Estacional)                                                                            |        |        |        |
| Santorini                 | Aeropuerto Nacional de Santorini (Thira)                | easyJet Europe (Estacional) / Volotea (Estacional)                                                     |        |        |        |
| Zante                     | Aeropuerto Internacional de Zante                       | Volotea (Estacional)                                                                                   |        |        |        |
| Irlanda                   |                                                         | |        |        |        |
| Dublín                    | Aeropuerto de Dublín                                    | Aer Lingus                                                                                             |        |        |        |
| Irlanda del Norte         |                                                         | |        |        |        |
| Belfast                   | Aeropuerto Internacional de Belfast                     | easyJet                                                                                                |        |        |        |
| Letonia                   |                                                         | |        |        |        |
| Riga                      | Aeropuerto de Riga                                      | AirBaltic                                                                                              |        |        |        |
| Luxemburgo                |                                                         | |        |        |        |
| Ciudad de Luxemburgo      | Aeropuerto de Luxemburgo                                | Luxair (Estacional)                                                                                    |        |        |        |
| Moldavia                  |                                                         | |        |        |        |
| Chisináu                  | Aeropuerto Internacional de Chisináu                    | Air Moldova / FlyOne                                                                                   |        |        |        |
| Noruega                   |                                                         | |        |        |        |
| Oslo                      | Aeropuerto de Oslo-Gardermoen                           | Norwegian Air Shuttle (Estacional)                                                                     |        |        |        |
| Países Bajos              |                                                         | |        |        |        |
| Ámsterdam                 | Aeropuerto de Ámsterdam-Schiphol                        | easyJet Europe / KLM                                                                                   |        |        |        |
| Róterdam                  | Aeropuerto de Róterdam                                  | Transavia                                                                                              |        |        |        |
| Polonia                   |                                                         | |        |        |        |
| Cracovia                  | Aeropuerto de Cracovia-Juan Pablo II                    | easyJet Europe (Estacional)                                                                            |        |        |        |
| Varsovia                  | Aeropuerto Chopin de Varsovia                           | LOT Polish Airlines                                                                                    |        |        |        |
| Portugal                  |                                                         | |        |        |        |
| Lisboa                    | Aeropuerto de Lisboa                                    | TAP Portugal                                                                                           |        |        |        |
| Reino Unido               |                                                         | |        |        |        |
| Birmingham                | Aeropuerto Internacional de Birmingham                  | Jet2.com (Estacional)                                                                                  |        |        |        |
| Brístol                   | Aeropuerto Internacional de Brístol                     | easyJet / Ryanair                                                                                      |        |        |        |
| Cardiff                   | Aeropuerto Internacional de Cardiff                     | Flybe                                                                                                  |        |        |        |
| Edimburgo                 | Aeropuerto de Edimburgo                                 | easyJet / Jet2.com (Estacional)                                                                        |        |        |        |
| Glasgow                   | Aeropuerto Internacional de Glasgow                     | British Airways (Chárter estacional) / easyJet (Estacional)                                            |        |        |        |
| Leeds                     | Aeropuerto Internacional de Leeds Bradford              | Jet2.com (Estacional)                                                                                  |        |        |        |
| Liverpool                 | Aeropuerto de Liverpool-John Lennon                     | easyJet                                                                                                |        |        |        |
| Londres                   | Aeropuerto de la Ciudad de Londres                      | British Airways (Estacional)                                                                           |        |        |        |
| Londres                   | Aeropuerto de Londres-Gatwick                           | British Airways / easyJet / Thomas Cook Airlines (Chárter Estacional) / TUI Airways (Estacional)       |        |        |        |
| Londres                   | Aeropuerto de Londres-Heathrow                          | British Airways / easyJet                                                                              |        |        |        |
| Londres                   | Aeropuerto de Londres-Luton                             | easyJet                                                                                                |        |        |        |
| Londres                   | Aeropuerto de Londres-Southend                          | Ryanair                                                                                                |        |        |        |
| Mánchester                | Aeropuerto de Mánchester                                | easyJet / Jet2.com (Estacional) / Thomas Cook Airlines (Chárter Estacional) / TUI Airways (Estacional) |        |        |        |
| República Checa           |                                                         | |        |        |        |
| Praga                     | Aeropuerto Internacional de Ruzyně                      | Czech Airlines / easyJet Europe / Volotea (Estacional)                                                 |        |        |        |
| Serbia                    |                                                         | |        |        |        |
| Belgrado                  | Aeropuerto de Belgrado-Nikola Tesla                     | Air Serbia                                                                                             |        |        |        |
| Suecia                    |                                                         | |        |        |        |
| Estocolmo                 | Aeropuerto de Estocolmo-Arlanda                         | Norwegian Air Shuttle (Estacional) / Scandinavian Airlines (Estacional)                                |        |        |        |
| Suiza                     |                                                         | |        |        |        |
| Ginebra                   | Aeropuerto Internacional de Ginebra                     | easyJet Switzerland                                                                                    |        |        |        |
| Zúrich                    | Aeropuerto Internacional de Zúrich                      | easyJet Europe / Swiss                                                                                 |        |        |        |
| Suiza Francia Alemania    |                                                         | |        |        |        |
| Basilea/Mulhouse/Friburgo | Aeropuerto de Basilea-Mulhouse-Friburgo                 | easyJet Switzerland                                                                                    |        |        |        |
| Turquía                   |                                                         | |        |        |        |
| Estambul                  | Aeropuerto Internacional Atatürk                        | Turkish Airlines                                                                                       |        |        |        |
| Ucrania                   |                                                         | |        |        |        |
| Kiev                      | Aeropuerto Internacional de Kiev                        | Ukraine International Airlines                                                                         |        |        |        |
| Leópolis                  | Aeropuerto Internacional de Leópolis                    | Ernest Airlines                                                                                        |        |        |        |

## Estadísticas
Ver fuente y consulta Wikidata.

## Siniestros e incidentes
- 6 de marzo de 1967, un Short SC.7 Skyvan 2-102 operado por Soc Aeralpi impactó en el mar mientras intentaba aterrizar con mal tiempo, - ningún herido.[2]
- 11 de marzo de 1967, un de Havilland Canada DHC-6 Twin Otter operado por Soc Aeralpi impactó en una colina mientras sobrevolaba del aeropuerto Marco Polo en aproximación al aeropuerto de Belluno con mal tiempo.[3]
- 14 de septiembre de 1993, un Piaggio PD.808 de la Fuerza Aérea Italiana, se estrelló mientras intentaba aterrizar con mal tiempo muriendo sus tres tripulantes a bordo.[4]
- 7 de noviembre de 1999, el vuelo 2708 de Air Dolomiti, un Fokker 100 saliendo del aeropuerto Marco Polo con 44 a bordo sufre un paro de motor al aproximarse al Aeropuerto de Barcelona, pero logra aterrizar exitosamente en una capa de espuma.[5]